# Allocapnia harperi
Allocapnia harperi är en bäcksländeart som beskrevs av Kirchner 1980. Allocapnia harperi ingår i släktet Allocapnia och familjen småbäcksländor. Inga underarter finns listade i Catalogue of Life.